# Berlin Heights
Berlin Heights és una població dels Estats Units a l'estat d'Ohio. Segons el cens del 2000 tenia 685 habitants, 257 habitatges, i 200 famílies. La densitat de població era de 169,5 habitants/km².